# Trémouille-Saint-Loup
Trémouille-Saint-Loup è un comune francese di 152 abitanti situato nel dipartimento del Puy-de-Dôme nella regione dell'Alvernia-Rodano-Alpi.

## Società

### Evoluzione demografica
Abitanti censiti